# Henri Poirier
Pour les articles homonymes, voir Poirier (homonymie).
Henri Poirier, né le 21 mars 1932 à Colombes et mort le 8 février 2005 au Blanc-Mesnil, est un acteur français, notamment connu pour ses doublages.

## Biographie
Henri François Louis Poirier naît à Colombes. À 17 ans, il entre au Conservatoire de Paris, après une première tentative, et en ressort lauréat. Il est aussi passé par le Centre de la rue Blanche, avec comme professeurs : Teddy Bilis et Georges Chamarat ; en même temps que Jacques Pierre, Jacques Ruisseau, Daniel Goldenberg, Jean-Paul Roussillon... Son premier rôle au cinéma lui est offert par Michelangelo Antonioni dans Les Vaincus (I Vinti) en 1952. Il entame également une carrière au théâtre, à la radio et bientôt à la télévision. Il fonde sa propre compagnie de théâtre, le Théâtre 12, en 1972.
Sa carrière, longue de plus d'un demi-siècle, l'amène à créer de nombreuses pièces de Jean Anouilh et à jouer au sein de la compagnie de Jean-Louis Barrault. Il joue en tout une soixantaine de pièces, classique ou modernes (L'Écornifleur de Jules Renard, Moi de Eugène Labiche, Grandeur et décadence de Joseph Prudhomme de Henry Monnier, Peau de vache de Pierre Barillet et Jean-Pierre Gredy, et peu de temps avant sa disparition, dans Le Bel Air de Londres de Dion Boucicault) avec Robert Hirsch. Dans les années 1970 et 1980, il collabore souvent à la célèbre émission télévisée Au théâtre ce soir.

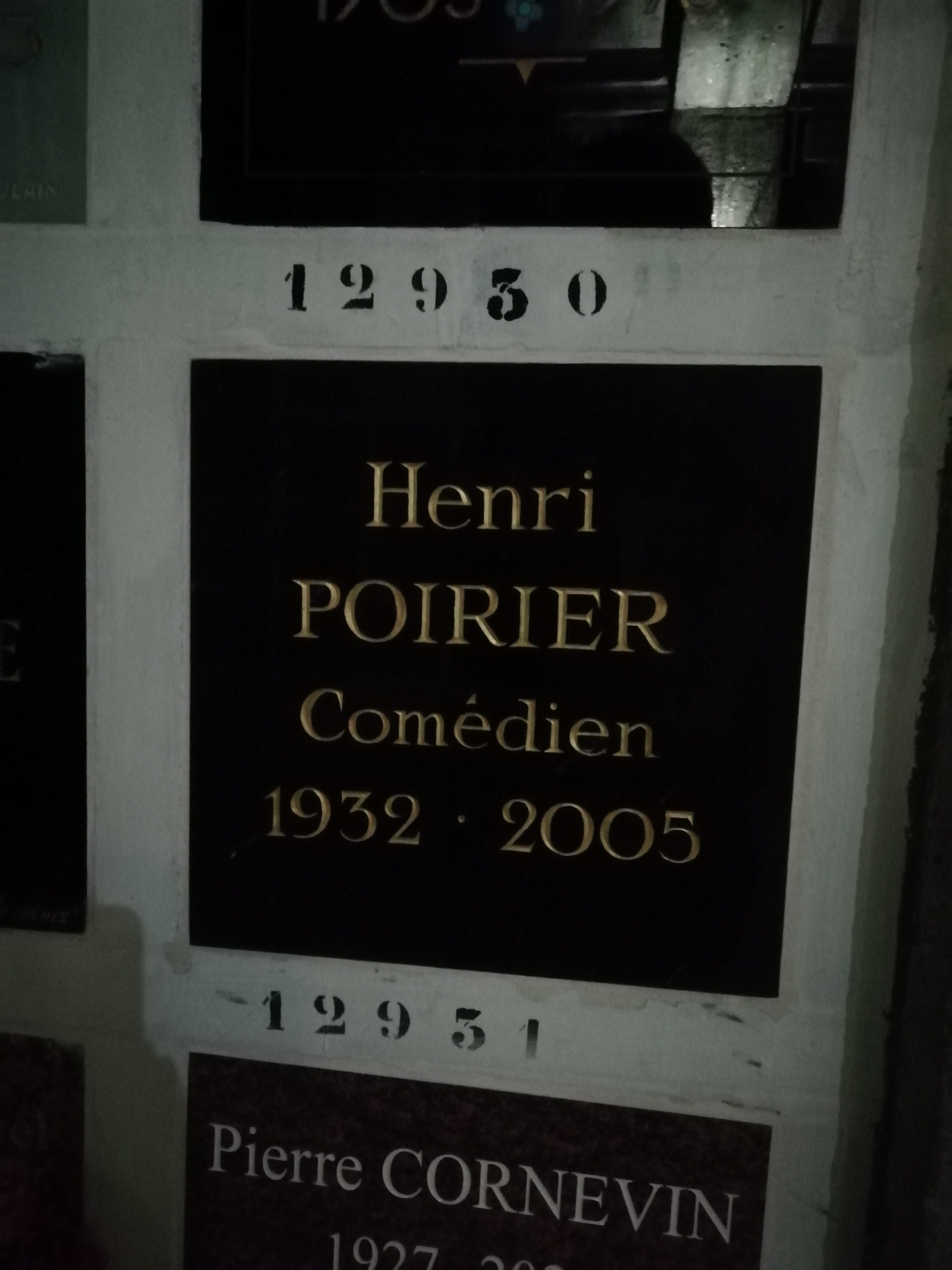
Tombe de Henri Poirier au cimetière du Père-Lachaise (division 87, case 12 930).

Au cinéma, Louis Malle, Claude Chabrol, Yves Boisset, Jean Delannoy mais surtout Jean-Pierre Mocky dont il est l'un des acteurs fétiches lui offrent de jolis seconds rôles. Il fait également partie des grandes voix du doublage français. On peut l'entendre dans les versions françaises de séries de télévision populaires comme Chapeau melon et bottes de cuir (dans le rôle de Mère Grand) mais aussi dans Les Dix Commandements et Règlements de comptes à O.K. Corral, Astérix, les Lucky Luke, ou encore New York Police Blues.
Henri Poirier participe à plusieurs dizaines de productions radiophoniques pour France Inter et France Culture et collabore à plusieurs séries télévisées populaires (Les Cinq Dernières Minutes, Médecins de nuit, Vidocq, Les Nouvelles Aventures de Vidocq, Les Brigades du Tigre et Tribunal).
Entre 1979 et 2002, il a été membre du conseil d'administration de la société civile pour l'administration des droits des artistes et musiciens interprètes (ADAMI) dont il est l'un des fondateurs. En 2002, il est fait Chevalier de l'ordre des Arts et des Lettres.
Henri Poirier meurt le 8 février 2005 au Blanc-Mesnil en Seine-Saint-Denis à l'âge de 72 ans, un mois avant son 73e anniversaire. Il est crématisé au cimetière du Père-Lachaise et inhumé au columbarium du cimetière (case 12 930).

## Filmographie

### Cinéma
- 1952 : Les Vaincus (I vinti) de Michelangelo Antonioni
- 1958 : La Tête contre les murs de Georges Franju
- 1958 : Paris nous appartient de Jacques Rivette
- 1959 : Les Dragueurs de Jean-Pierre Mocky
- 1959 : La Ligne de mire de Jean-Daniel Pollet
- 1961 : Snobs ! de Jean-Pierre Mocky
- 1961 : Le Tracassin de Alex Joffé
- 1962 : Mélodie en sous-sol de Henri Verneuil
- 1963 : Les Vierges de Jean-Pierre Mocky
- 1963 : Peau de banane de Max Ophüls
- 1966 : La Bourse et la Vie de Jean-Pierre Mocky
- 1967 : Les Compagnons de la marguerite, de Jean-Pierre Mocky
- 1967 : Mise à sac de Alain Cavalier
- 1968 : La Grande Lessive (!) de Jean-Pierre Mocky
- 1969 : La Horse de Pierre Granier-Deferre
- 1970 : Solo de Jean-Pierre Mocky - Le commissaire Verdier
- 1970 : Un condé de Yves Boisset - L'avocat de Dan
- 1970 : Macédoine de Jacques Scandelari
- 1970 : Mais ne nous délivrez pas du mal de Joël Séria
- 1971 : Le Souffle au cœur de Louis Malle - L'oncle Léonce
- 1971 : La Cavale de Michel Mitrani
- 1971 : Chut ! de Jean-Pierre Mocky
- 1971 : Le Journal d'un suicidé de Stanislav Stanojevic
- 1972 : R.A.S. de Yves Boisset
- 1973 : L'Événement le plus important depuis que l'homme a marché sur la Lune de Jacques Demy
- 1973 : Les Gaspards de Pierre Tchernia
- 1973 : Six alcooliques en quête d'un médecin de Gérard Samson - court métrage -
- 1973 : Nada de Claude Chabrol
- 1974 : Les murs ont des oreilles de Jean Girault
- 1974 : Soldat Duroc, ça va être ta fête de Michel Gérard
- 1974 : Geronimo de Georges Sénéchal - court métrage -
- 1975 : Folle à tuer de Yves Boisset
- 1975 : Le Pique-nique en compagnie de Georges Sénéchal
- 1976 : Il pleut sur Santiago de Helvio Soto - Pinochet
- 1976 : Madame Claude de Just Jaeckin
- 1976 : Dis bonjour à la dame de Michel Gérard
- 1977 : Le Maestro de Claude Vital
- 1978 : La Carapate de Gérard Oury
- 1978 : Sous-sol de Patrick Poubel - court métrage -
- 1979 : La Bande du Rex de Jean-Henri Meunier
- 1980 : Celles qu'on n'a pas eues de Pascal Thomas
- 1981 : Ali au pays des mirages de Ahmed Rachedi
- 1981 : La Provinciale de Claude Goretta
- 1981 : Allons z'enfants de Yves Boisset - Le député
- 1982 : Y a-t-il un Français dans la salle ? de Jean-Pierre Mocky
- 1982 : Sandy de Michel Nerval
- 1983 : L'Attrapeur (Liebe läßt alle Blumen blühen), de Marco Serafini (de)
- 1987 : Police des mœurs de Jean Rougeron - Le commissaire Griffon
- 1987 : Dans le sac de Karim Dridi - court métrage -
- 1987 : Bernadette de Jean Delannoy - Le maire Lacade
- 1987 : Poker de Catherine Corsini
- 1987 : Les Prédateurs de la nuit (Faceless) de Jesús Franco
- 1992 : L'Arrière Pensée de Henri-Louis Poirier - court métrage -
- 2000 : Jean et Monsieur Alfred de Frédéric Dubreuil - court métrage -

### Télévision
- 1958 : En votre âme et conscience, épisode : L'Affaire Verkammen de Jean Prat
- 1962 : L'inspecteur Leclerc enquête : Coup double de Jean Laviron
- 1963 : L'inspecteur Leclerc enquête de  Robert Vernay, épisode : La Mariée
- 1966 : Les Cinq Dernières Minutes, épisode La Rose de fer de Jean-Pierre Marchand
- 1967 : Les Cinq Dernières Minutes : Finir en beauté de Claude Loursais
- 1972 : François Gaillard ou la vie des autres, feuilleton télévisé de Jacques Ertaud - épisode : Louis : Morestel
- 1972 : Les Boussardel, mini-série réalisée par René Lucot adaptée de la suite romanesque Les Boussardel de Philippe Hériat
- 1973 : La Ligne de démarcation - épisode 8 : Claude (série télévisée) : Mathieu
- 1973 : Les fleurs succombent en Arcadie de Jean Vernier
- 1974 : Les Fargeot de Patrick Saglio
- 1974 : Madame Bovary, de Pierre Cardinal (téléfilm)
- 1974 : Affaire Bernardy de Sigoyer de  Régis Forissier
- 1975 : Les Enquêtes du commissaire Maigret, épisode La Folle de Maigret de Claude Boissol
- 1977 : Les Folies Offenbach, épisode Le Train des cabots de Michel Boisrond
- 1978 : Claudine en ménage d'Édouard Molinaro
- 1978 : Les Brigades du Tigre, épisode Les Demoiselles du Vésinet de Victor Vicas
- 1981 : La Double Vie de Théophraste Longuet téléfilm en trois parties de Yannick Andréi
- 1982 : Le Voyageur imprudent de Pierre Tchernia
- 1982 : Les Nouvelles Brigades du Tigre de Victor Vicas, épisode Le temps des Garçonnes de Victor Vicas
- 1986 : Médecins de nuit de Nicolas Ribowski, épisode : Hep taxi !
- 1997 : Le Grand Batre de Laurent Carcélès, épisode : 1913 Les civilisés
- 2002 : Jean Moulin de Yves Boisset

### Au théâtre ce soir
- 1966 : À la monnaie du Pape de Louis Velle, mise en scène de l'auteur, réalisation Pierre Sabbagh, théâtre Marigny
- 1967 : Bon week-end, Monsieur Bennett d'Arthur Watkin, mise en scène Michel Vitold et Henri Guisol, réalisation Pierre Sabbagh, théâtre Marigny
- 1970 : Je l'aimais trop de Jean Guitton, mise en scène Christian-Gérard, réalisation Pierre Sabbagh, théâtre Marigny
- 1972 : Folie douce de Jean-Jacques Bricaire et Maurice Lasaygues, mise en scène Michel Roux, réalisation Pierre Sabbagh, théâtre Marigny
- 1973 : Le Bonheur des autres de Robert Favart, mise en scène Jacques Sereys, réalisation Georges Folgoas, théâtre Marigny
- 1973 : Laurette ou l'Amour voleur de Marcelle Maurette et Marc-Gilbert Sauvajon, mise en scène Jacques-Henri Duval, réalisation Georges Folgoas, théâtre Marigny
- 1976 : Le Pirate de Raymond Castans, mise en scène Jacques Sereys, réalisation Pierre Sabbagh, théâtre Édouard VII
- 1977 : Bonne Chance Denis de Michel Duran, mise en scène Claude Nicot, réalisation Pierre Sabbagh, théâtre Marigny
- 1977 : Football de Pol Quentin et Georges Bellak, mise en scène Michel Fagadau, réalisation Pierre Sabbagh, théâtre Marigny
- 1977 : Le Faiseur d'Honoré de Balzac, mise en scène Pierre Franck, réalisation Pierre Sabbagh, théâtre Marigny
- 1978 : Si tout le monde en faisait autant de John Boynton Priestley, mise en scène André Villiers, réalisation Pierre Sabbagh, théâtre Marigny
- 1979 : Le Bon débarras de Pierre Barillet & Jean-Pierre Grédy, mise en scène Jacques Ardouin, réalisation Pierre Sabbagh, théâtre Marigny
- 1980 : Peau de vache de Pierre Barillet et Jean-Pierre Grédy, mise en scène Jacques Charon, réalisation Pierre Sabbagh, théâtre Marigny
- 1982 : La Foire aux sentiments de Roger Ferdinand, mise en scène Jean Kerchbron, réalisation Pierre Sabbagh, théâtre Marigny
- 1984 : KMX Labrador de Jacques Deval, mise en scène Jean-Luc Moreau, réalisation Pierre Sabbagh, théâtre Marigny
- 1995 : Jo, Une femme dans les bras un cadavre sur le dos de Alec Coppel, mise en scène Daniel Colas

## Théâtre
- 1950 : La Mégère apprivoisée de William Shakespeare, mise en scène Henry Grangé, Centre dramatique de l'Ouest
- 1954 : Les Plaideurs de Racine, mise en scène Georges Le Roy, théâtre du Petit Marigny
- 1954 : Les Boulingrin de Georges Courteline
- 1958 : Procès à Jésus de Diego Fabbri, mise en scène Marcelle Tassencourt, théâtre des Célestins
- 1959 : Le Vélo devant la porte adaptation Marc-Gilbert Sauvajon d'après Desperate Hours de Joseph Hayes, mise en scène Jean-Pierre Grenier, théâtre Marigny
- 1960 : Ex-Napoléon de Nino Frank et Paul Gilson, mise en scène Jean-Jacques Aslanian et Jean Collomb, Festival d'Arras
- 1960 : Comme tu me veux de Luigi Pirandello, mise en scène Antoine Bourseiller, Studio des Champs-Elysées
- 1961 : Liliom de Ferenc Molnár, mise en scène Jean-Pierre Grenier, théâtre de l'Ambigu
- 1961 : Football de Pol Quentin et Georges Bellak, mise en scène Michel Fagadau, théâtre de la Gaîté-Montparnasse
- 1961 : L'Annonce faite à Marie de Paul Claudel, mise en scène Pierre Franck, théâtre de l'Œuvre
- 1962 : Le Temps des cerises de Jean-Louis Roncoroni, mise en scène Yves Robert, théâtre de l'Œuvre
- 1962 : Le Malade imaginaire de Molière, mise en scène Jean Favre-Bertin, théâtre de l'Ambigu
- 1962 : Dans la jungle des villes de Bertolt Brecht, mise en scène Antoine Bourseiller, théâtre des Champs-Élysées
- 1962 : Bon Week-End M.. Bennett d'Arthur Watkyn, mise en scène Michel Vitold, théâtre de la Gaîté-Montparnasse
- 1962 : L'Étoile devient rouge de Sean O'Casey, mise en scène Gabriel Garran, théâtre de la Commune, théâtre Récamier
- 1963 : Pour Lucrèce de Jean Giraudoux, mise en scène Raymond Gérôme, Festival de Bellac
- 1964 : Richard III de William Shakespeare, mise en scène Jean Anouilh et Roland Piétri, théâtre Montparnasse
- 1964 : L'Alouette de Jean Anouilh, mise en scène Jean Anouilh et Roland Piétri, Festival de la Cité Carcassonne
- 1966 : Hier à Andersonville d'Alexandre Rivemale, mise en scène Raymond Rouleau, théâtre de Paris
- 1966 : L'Ordalie ou la Petite Catherine de Heilbronn d'Heinrich von Kleist, mise en scène Jean Anouilh et Roland Piétri, théâtre Montparnasse
- 1967 : Pauvre Bitos ou le Dîner de têtes de Jean Anouilh, mise en scène de l'auteur et Roland Piétri, théâtre de Paris
- 1967 : L'Alouette de Jean Anouilh, mise en scène Jean Anouilh et Roland Piétri, théâtre de Paris
- 1968 : Hein ? d'Henry Livings, mise en scène Guy Parigot, Comédie de l'Ouest
- 1970 : Monsieur Prudhomme d'Henry Monnier, mise en scène Henri Poirier, théâtre des Nouveautés
- 1974 : The Tour de Nesles d'Alec Pierre Quince d'après Alexandre Dumas, mise en scène Archibald Panmach, théâtre de la Porte-Saint-Martin
- 1975 : Les Secrets de la Comédie humaine de Félicien Marceau, mise en scène Paul-Émile Deiber, théâtre du Palais Royal
- 1975 : Peau de vache de Pierre Barillet et Jean-Pierre Grédy, mise en scène Jacques Charon, théâtre de la Madeleine
- 1975 : L'Éventail de Carlo Goldoni, mise en scène Daniel Ceccaldi, Festival du Marais Hôtel d'Aumont
- 1979 : Le Bourgeois gentilhomme de Molière, mise en scène Marcelle Tassencourt, théâtre Mogador
- 1980 : Sacrée Famille de Sandro Key-Aberg, adaptation Maurice Gravier et Jacques Robnard, mise en scène André Villiers, théâtre en Rond
- 1982 : Nuit de rêve et Bertrand de Sławomir Mrożek, mise en scène Gilles Guillot, Isa Mercure, La Péniche-Théâtre
- 1985 : Les Violettes de Georges Schehadé, mise en scène Gilles Guillot, théâtre de l'Athénée-Louis-Jouvet
- 1985 : L'Écornifleur de Jules Renard, mise en scène Étienne Bierry, théâtre de Poche Montparnasse
- 1987 : Le Pyromane de Jean-Marie Pélaprat, mise en scène Francis Joffo, Petit Odéon
- 1988 : Le Grand standing de Neil Simon, mise en scène Michel Roux, théâtre des Nouveautés
- 1995 : Archibald de Julien Vartet, mise en scène Daniel Colas, théâtre Édouard VII
- 1998 : Le Bel Air de Londres de Dion Boucicault, mise en scène Adrian Brine, théâtre de la Porte-Saint-Martin

## Doublage

### Cinéma

#### Longs métrages
- 1960 : Un brin d'escroquerie : Gregson (Duncan Lamont)
- 1965 : La Plus Grande Histoire jamais contée : le centurion de la crucifixion (John Wayne)
- 1966 : Hawaï : le révérend Immanuel Quigley (John Cullum)
- 1968 : Le Grand Silence : le chasseur borgne (Raf Baldassarre)
- 1970 : El Topo : le colonel (David Silva)
- 1971 : L'Organisation : George Morgan (Charles H. Gray)
- 1971 : Les Doigts croisés : Haldane (Richard Pearson)
- 1972 : Aguirre, la colère de Dieu : Don Fernando de Guzman (Peter Berling)
- 1973 : L'Exécuteur noir : Cleveland (Scatman Crothers)
- 1973 : Un petit Indien (One Little Indian) de Bernard McEveety : le chef du convoyage de bétail (Jim Davis)
- 1974 : Sugarland Express : l'avocat interrogeant Tanner (Charles Conaway)
- 1974 : Les Pirates du métro : Phil, commissaire de police (Rudy Bond)
- 1974 : Le Canardeur : l'employé de la station-service (Dub Taylor)
- 1974 : Gold : Lemme (Norman Coombes)
- 1974 : La Rançon de la peur : Porrino (Guido Alberti)
- 1974 : Tant qu'il y a de la guerre, il y a de l'espoir : Lo Zio (Alessandro Cutolo)
- 1975 : Les Dents de la mer : M. Taft (Phil Murray) (1er doublage)
- 1975 L'Évadé : le médecin de la prison fédérale (José Maria Caffarel)
- 1975 : Spécial Magnum : l'avocat de Tracer[Qui ?]
- 1976 : King Kong : le capitaine Ross (John Randolph)
- 1976 : Le Désert des Tartares : le maréchal Tronk (Francisco Rabal)
- 1976 : La Carrière d'une femme de chambre : Mirandi, un producteur de cinéma[Qui ?]
- 1977 : Holocauste 2000 : Monseigneur Charrier (Romolo Valli)
- 1977 : Héros : Dr Elias (Hector Elias)
- 1978 : L'homme araignée : Edward Byron (Thayer David)
- 1978 : L'Exorciste 2 : L'Hérétique : Edwards (Ned Beatty) - 1er doublage
- 1979 : Tess : M. Durbeyfield (John Collin)
- 1979 : Bienvenue, mister Chance : Rod Stiegler (Richard McKenzie)
- 1979 : American Graffiti, la suite : le major Creech (Richard Bradford)
- 1980 : Flash Gordon : le Dr Hans Zarkov (Chaim Topol)
- 1980 : Le Lion du désert : le major Antonio Tomelli (Gastone Moschin)
- 1981 : New York 1997 : le président des États-Unis (Donald Pleasence)
- 1981 : La Maîtresse du lieutenant français : M. Freeman (Peter Vaughan)
- 1982 : Fitzcarraldo : le directeur de l'opéra (Peter Berling)
- 1987 : Maurice : le Dr Barry (Denholm Elliott)
- 1989 : Le Retour des mousquetaires : Athos (Oliver Reed)
- 1989 : Nous ne sommes pas des anges : le directeur Warden (Ray McAnally)
- 1990 : La Maison Russie : Brady (John Mahoney)
- 1991[3] : Robin des Bois, prince des voleurs : le roi Richard Cœur de Lion (Sean Connery)
- 1993 : Philadelphia : le juge Garnett (Charles Napier)
- 1996 : Larry Flynt : le gouverneur Rhodes (Oliver Reed)
- 1999 : En direct sur Ed TV : M. Whitaker (Rob Reiner)
- 2000 : L'Enfer du devoir : le général Hays Lawrence Hodges (Philip Baker Hall)
- 2001 : La Planète des singes : le sénateur Zaïus (Charlton Heston)
- 2002 : Star Wars, épisode II : L'Attaque des clones : Cliegg Lars (Jack Thompson)
- 2003 : La Ligue des gentlemen extraordinaires : Nigel (David Hemmings)
- 2003 : Le Maître du jeu : Henry Jankle (Stanley Anderson)

#### Longs métrages d'animation
- 1976 : Les Douze Travaux d'Astérix : voix additionnelle
- 1978 : La Ballade des Dalton : le juge
- 1978 : Le Seigneur des anneaux : Sylvebarbe (John Westbrook)
- 1985 : Astérix et la Surprise de César : le collègue de Centurion
- 1986 : Astérix chez les Bretons : Abraracourcix
- 1989 : Astérix et le Coup du menhir : Abraracourcix
- 1993 : L'Étrange Noël de monsieur Jack : le père Noël

### Télévision

#### Téléfilm
- Vernon Presley (Bing Russell) dans Le Roman d'Elvis

#### Feuilletons télévisés
- Horácio Pratini dans Dancin' Days
- Amiral Bolgolam dans Les Voyages de Gulliver

#### Séries télévisées
- Alistair Tudsbury (Robert Morley) dans Les Orages de la Guerre
- Mère-Grand dans Chapeau melon et bottes de cuir
- William Conrad dans Cannon
- Sipowicz dans New York Police Blues
- Inspecteur Harry McSween dans Dallas
- Superintendant Strange (James Grout) dans Inspecteur Morse
- Stefan Derrick dans Inspecteur Derrick (épisode 80: Au Bord du Gouffre - saison 8)
- Morty Berger dans New York, unité spéciale (1re voix)
- Odin dans Xena, la guerrière

#### Séries d'animation
- 1971 : Wally Gator : M. Twiddle, le gardien du zoo
- 1974 : Calimero : le père de Calimero / maître Hibou
- 1986 : Lady Oscar : Louis XV, cardinal de Rohan
- 1990 : Le Livre de la jungle : Baloo (derniers épisodes)
- 1990 : Alfred J. Kwak  : le roi Franz Ferdinand
- 1991 : Les Moomins : Papa Moomin (1re voix)
- 1991 : Tobikage : Ted Hazard
- 1991 : Cupido : François (le barman) / le comte
- 1991 - 1992 : L'École des champions : M. Bertini
- 1992 : Les Magic Trolls : Nolaf
- 1992 - 1993 : Conan l'Aventurier : Iramon
- 1994 : Les Animaux du Bois de Quat'sous : le grand daim blanc (1re voix)
- 1994 : Fly : le roi
- 1996 : Gargoyles : MacBeth
- 1996 : Montana : Lord Zero
- 1999 : Chris Colorado : Sam Colorado / Samuel Johnathan Krantz

## Distinctions
- Chevalier de l'ordre des Arts et des Lettres